# Cratichneumon facetus
Cratichneumon facetus là một loài tò vò trong họ Ichneumonidae.